# Puttelange-aux-Lacs
 Puttelange-aux-Lacs  es una población y comuna francesa, en la región de Lorena, departamento de Mosela, en el distrito de Sarreguemines y cantón de Sarralbe.

## Demografía
| 2013 | 2642 | 2802 | 3016 | 2979 | 3101 |
| Para los censos de 1962 a 1999 la población legal corresponde a la población sin duplicidades (Fuente: INSEE [Consultar]) |      |      |      |      |      |